# 조스 크리스틴슨
조스 크리스틴슨(영어: Joss Christensen, 1991년 12월 20일~)은 미국의 프리스타일 스키 선수로 주 종목은 슬로프스타일이다. 2014년 동계 올림픽에서 남자 슬로프스타일 부문 금메달을 획득했다.